# هورست لوفلر
هورست لوفلر (آلمانی: Horst Löffler؛ زادهٔ ۱۷ مارس ۱۹۴۲) شناگر اهل آلمان است.